# Sister, Sister
Sister, Sister (no Brasil: Irmã ao Quadrado) é uma sitcom estadunidense que foi exibida de 1 de abril de 1994 a 28 de abril de 1995 pelo canal ABC, sendo cancelada após duas temporadas por baixa audiência. Em 6 de setembro de 1995, o canal The WB reviveu a série, que foi mantida em sua grade até a sexta temporada, finalizada em 23 de maio de 1999. 
A série conta a história de Tia e Tamera, gêmeas idênticas que foram separadas no nascimento e se reencontram em um Shopping após 14 anos.

## Sinopse
Tia Landry (Tia Mowry) é a gêmea inteligente que mora no centro de Detroit, onde sua mãe adotiva Lisa (Jackée Harry) trabalha como costureira; Tamera Campbell (Tamera Mowry) é a gêmea com personalidade oposta de Tia, que mora no subúrbio com seu pai adotivo Ray (Tim Reid) que é dono de um serviço de limusine bem-sucedido. Após o encontro inesperado das duas em um Shopping, Ray permite que Tia e Lisa se mudem para sua casa, porque Lisa estava prestes a conseguir um emprego em St. Louis, o que faria as meninas serem separadas novamente. Roger Evans (Marques Houston), é o vizinho nerd das garotas, um adolescente chato apaixonado por ambas e que eventualmente se transforma em um perfeito cavalheiro, que ambas acham atraente nas últimas temporadas da série. Na sexta temporada, as gêmeas conhecem seu pai biológico Matt Sullivan, um famoso fotojornalista branco. 

## Personagens

### Principais
- Tia Andrea Lawry (Tia Mowry): Honesta, responsável, madura e certamente meiga e romântica, Tia é uma aluna exemplar que só tira notas excelentes e tinha como sonho ingressar em Harvard, porém foi rejeitada pela faculdade, tendo que ingressar na Universidade de Michigan. Costuma se envolver em muitos esquemas de sua irmã Tamara (assim como quando uma finge ser a outra), já que é notavelmente mais quieta e não muito maliciosa, sendo certamente mais meiga e romântica. Apesar das diferenças, as duas são grandes amigas uma da outra.

- Tamara Ann Campbell (Tamera Mowry): Completamente oposta á sua irmã Tia em questão de personalidade. Tamara é impulsiva, fala o que pensa e é certamente menos inteligente e sensata que Tia, além de bem menos estudiosa, porém é mais esperta em meios sociais e certamente mais malandra e descolada, e é quem geralmente bola os esquemas onde as duas costumam inverter os papéis.
- Lisa Landry (Jackée Harry): é a mãe adotiva de Tia, estilista; sua personalidade está mais alinhada com a de Tamera. Lisa administra seu negócio de design de moda, "Fashions by Lisa", na casa de Ray.
- Ray Campbell (Tim Reid): é o pai adotivo viúvo de Tamera. Ele administra seu próprio serviço de limusine de sucesso. Ele se torna a figura paterna de Tia e é muito rígido com as duas meninas. Embora Ray seja o pai adotivo de Tamera, ele se alinha com a personalidade de Tia.
- Sarah (Brittany Murphy): é a melhor amiga de Tia e Tamera durante a primeira temporada.
- Roger Evans (Marques Houston): é o vizinho e amigo nerd e chato de Tia e Tamera. As meninas frequentemente rejeitam seus avanços (que muitas vezes incluem insinuações sexuais).
- Tyreke Scott (RonReaco Lee): é o namorado de Tia durante as duas últimas temporadas da série, embora ele e Tia tenham se separado brevemente na sexta temporada.
- Jordan Bennett (Deon Richmond): é o namorado de Tamera durante as duas últimas temporadas da série.

## Exibição
No Brasil, foi exibida até 2003 pelo canal Nickelodeon, e até 2009 pela Record TV, durante as tardes. Já foi exibida durante 4 meses na TV Candelária, afiliada da Rede Record de Rondônia. Em 18 de setembro de 2023, começou a ser exibida pelo canal pago Comedy Central, às 22:30 da noite.
Em 5 de outubro de 2020, a série entrou no catálogo da Netflix em alguns países. Em 2021, a série entrou no catálogo do streaming Hulu nos Estados Unidos.

## Informações
- Toda a série foi filmada nos estúdios da Paramount Pictures, em frente a uma platéia ao vivo.[7]
- Durante as temporadas no canal ABC, Tia e Tamera, frequentemente quebravam a quarta parede, conversando diretamente com o espectador. Depois que a série migrou para o canal The WB, a quebra da quarta parede foi limitada a poucos episódios.
- A dublagem em português foi realizada pelo estúdio Audio News.
- O programa teve participações do irmão de Tia e Tamera, Tahj Mowry, conhecido pela série Gênio do Barulho.
- Alguns nomes famosos também participaram da série, como Will Smith, Mary-Kate Olsen e Ashley Olsen, RuPaul, Raven-Symoné, Brittany Murphy, Christina Milian, Kenan Thompson, Taraji P. Henson, Mýa, Molly Shannon, Phil Lewis, entre outros.